# Československo na Letních olympijských hrách 1988
Československo na Letních olympijských hrách 1988 v jihokorejském Soulu reprezentovalo 163 sportovců, z toho 53 žen. Nejmladší účastnicí byla moderní gymnastka Lenka Oulehlová (15 let, 108 dní), nejstarším účastníkem pak veslař Jiří Pták (42 let, 181 dní). Reprezentanti vybojovali 8 medailí, z toho 3 zlaté, 3 stříbrné a 2 bronzové.

## Medailisté
| Medaile | Jméno                        | Sport             | Disciplína                        |
| ------- | ---------------------------- | ----------------- | --------------------------------- |
| Zlato   | Miloslav Mečíř               | Tenis             | mužská dvouhra                    |
| Zlato   | Jozef Pribilinec             | Atletika          | Muži chůze na 20 km               |
| Zlato   | Miroslav Varga               | Sportovní střelba | libovolná malorážka vleže na 50 m |
| Stříbro | Jana Novotná Helena Suková   | Tenis             | ženská čtyřhra                    |
| Stříbro | Miloslav Bednařík            | Sportovní střelba | trap                              |
| Stříbro | Jan Železný                  | Atletika          | Muži hod oštěpem                  |
| Bronz   | Miloslav Mečíř Milan Šrejber | Tenis             | mužská čtyřhra                    |
| Bronz   | Jozef Lohyňa                 | Zápas             | volný styl do 82 kg               |